# 1628년
1628년은 토요일로 시작하는 윤년이다.

## 연호
- 명(明) 숭정(崇禎) 원년
- 후금(後金) 천총(天聰) 2년
- 일본(日本) 간에이(寛永) 5년
- 후 레 왕조(後黎朝) 빈또(永祚) 10년

## 기년
- 류큐(琉球) 쇼호왕(尚豊王) 8년
- 명(明) 의종 숭정제(毅宗 崇禎帝) 원년
- 후금(後金) 태종 천총가한(太宗 天聰可汗) 2년
- 조선(朝鮮) 인조(仁祖) 6년
- 후 레 왕조(後黎朝) 신종(神宗) 10년

## 사건
- 영국 의회 《권리청원》(Pattion of Right)를 당시 국왕 찰스 1세에게 제출하다.
- 샤 자한, 무굴 제국의 왕위에 오르다.

## 탄생
- 1월 8일 - 프랑스의 원수 프랑수아 앙리 드 몽모랑시 뤽상부르 공작. (~1695년)
- 1월 12일 - 프랑스의 작가 샤를 페로. (~1703년)
- 3월 17일 - 프랑스의 조각가 프랑수아 지라르동. (~1715년)